# 빅토르 에스파라고
빅토르 로돌포 에스파라고 비델라(스페인어: Víctor Rodolfo Espárrago Videla, 1944년 10월 6일, 몬테비데오 ~)는 우루과이의 전직 축구 미드필더이자 감독이다.

## 국가대표팀 경력
그는 1966년부터 1974년 사이에 우루과이 국가대표팀 경기에 67번 출전했다. 그의 경력 정점을 찍었을 때는 자국 대표팀이 1970년 월드컵에서 4위의 성적을 냈을 때였다.
그 대회에서, 그는 소련과의 8강전에 연장전 결승골을 득점하였다.

## 감독 경력
1985년을 기점으로, 그는 여러 스페인 구단들을 지휘했다. 2004년 7월 1일을 기점으로, 그는 카디스를 지휘했는데, 이 구단은 2005-06 시즌에 스페인 1부 리그에 올랐었다. 2010년 1월 10일, 그는 레알 소시에다드전 1-4 패배로 해임된 하비 그라시아 감독의 후임으로 카디스의 감독으로 재취임했다.

## 감독 이력 요약
- 레크레아티보 (1985–1987)
- 카디스 (1987–1988)
- 발렌시아 (1988–1991)
- 세비야 (1991–1992)
- 알바세테 (1992–1994)
- 바야돌리드 (1994–1995)
- 세비야 (1995–1996)
- 사라고사 (1996–1997)
- 카디스 (2004–2006)
- 카디스 (2010)